# Mak.by
Mak.by (бывшее кодовое название — «Мы открыты») — белорусская сеть фаст-фуд ресторанов, созданная на базе McDonald’s после его закрытия в Беларуси.

## История
Американская сеть ресторанов пришла в Беларусь 10 декабря 1996 года, тогда был открыт первый ресторан McDonald’s в Минске. В ноябре 2022 года было объявлено, что бренд уходит из страны 22 ноября и на его место должна была прийти российская сеть быстрого питания «Вкусно — и точка», но этого не произошло, и функционирование McDonald’s на территории Беларуси было продлено до 27 ноября 2022 года, с того момента рестораны работали под вывеской «Мы открыты!».
В начале апреля 2023 года компания «КСБ Виктори Рестораны» (управляла McDonald’s в стране) подала заявку на регистрацию названия и товарного знака Mak.by.
18 апреля 2023 года сеть ресторанов была переименована в Mak.by. В этот же день заработало мобильное приложение.
18 октября 2023 года компания представила новый дизайн упаковки для картофеля фри, бургеров и других продуктов. Дизайн разработала белорусское брендинговое агентство «Fabula Branding».

## Обновлённые названия
- «Хэппи Мил» получил новое название «Кидс Мил»;
- «Биг Тейсти» получил новое название «Биг Бургер»;
- «Биг Тейсти с курицей» получил название «Биг Бургер с курицей»
- «МакЧикен» получил новое название «Чикен Классик»;
- «Макфлурри» получил новое название «Мороженое Де Люкс»;
- «Филе-о-Фиш» получил новое название «Фиш Бургер»;
- «Роял» получил новое название «Гранд Чизбургер»;
- «Биг Мак» вернули в меню под названием «Мак Бургер»;
- «Цезарь Ролл» вернули в меню;
- «Биг Тейсти Ролл» вернули в меню под названием «Биф Тейсти Ролл»;
- «МакТост с сыром» получил новое название «Тост с сыром»;
- Окно «McDrive» получило название «Mak.Drive»;
- Концепция кофеен «McCafe» преобразовалась в «Mak.Cafe»;
- Доставка «McDelivery» получила название «Mak.Delivery»;
- Концепция программы лояльности «Мой McDonald’s бонус» была введена для «Mak.Drive» и получила название «Mak.Drive клуб». Теперь баллы лояльности засчитываются при посещении кафе в окне «Mak.Drive»;

## Изменения в рецептуре
После ребрендинга рестораны Mak.by начали переход на белорусских поставщиков.